# G集团军群
G集團軍（德語：Heeresgruppe G）是第二次世界大戰中，納粹德國德意志國防軍下的一個集團軍，在西線戰場上作戰。同時也受西線總司令（德語：Oberbefehlshaber(OB) West）所指揮。

## 歷史

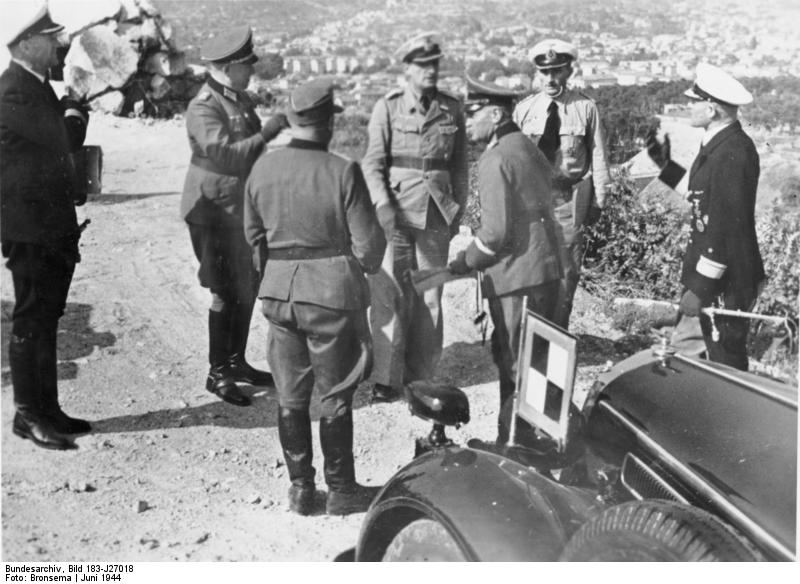
1944年6月27日，布拉斯科維茨將軍在被佔領的法國某地視察。注意汽車旁的旗幟，上面標明了布拉斯科維茨的職位：集團軍司令

當盟軍入侵法國南部時，G集團軍有11個師在羅亞爾河南邊以守住法國。在8月17日至18日間，國防軍最高統帥部命令G集團軍（除了控制要塞港口的部隊）放棄法國南部。在第一軍團於幾周前撤往巴黎東南方以守住塞納河上的防線後即負責主管西南方的第64軍，便組成三個行軍大隊往東向第戎撤退。與此同時，第19軍團向北通過羅納河谷以撤退到朗格勒高原，與第5裝甲軍團會合並被分配給G集團軍，以對美軍第三軍團發起反攻。然而該撤退並未根據計畫，第19軍團撤離的諸多G集團軍人員都被美軍第六集團軍所俘虜。撤退結束時，約翰內斯·布拉斯科維茨大將損失了大約一半的兵力，並於9月21日由赫爾曼·巴爾克裝甲兵上將接替。到了9月中旬時，第五裝甲軍團已在瑞士邊境北側的德軍左翼防線部署，在那裡，第五裝甲軍團和部分的第一軍團一同對美軍第三軍團發動攻擊，而大幅減員的第19軍團則對抗由塔西尼上將指揮的法軍第一軍團及由亞歷山大·帕奇中將所指揮的美軍第七軍團。
G集團軍於1944年11月在佛日山脈作戰，並於12月通過洛林和亞爾薩斯北部撤退。1944年11月下旬，G集團軍暫時解除負責在科爾馬口袋中以及在比恩瓦爾德南邊的萊茵河上的德軍，將之轉交給短命的上萊茵集團軍。1945年1月，集團軍在北風行動中發動了進攻，這次行動是德軍在西線最後一次的大規模反擊。隨著北風行動的失敗及德軍被逐出科爾馬口袋，上萊茵集團軍遭到解散並由G集團軍重新承擔防禦德國西南部的責任。
1945年4月，儘管G集團軍無力阻止盟軍清掃萊茵蘭-普法爾茨地區以及隨後在萊茵河上發起的攻勢，但仍為保衛海布隆、克賴爾斯海姆、紐倫堡和慕尼黑等城市而戰。
1945年5月5日，G集團軍於巴伐利亞的哈爾向美軍投降。

## 指揮官
以下為集團軍的指揮官。
| 任次 |                       | 指揮官                                       | 就职           | 离职           | 任职时间 |
| ---- | --------------------- | -------------------------------------------- | -------------- | -------------- | -------- |
| 1    | 約翰內斯·布拉斯科維茨 | 大將 約翰內斯·布拉斯科維茨 （1883–1948）     | 1944年5月8日   | 1944年9月21日  | 136天    |
| 2    | 赫爾曼·巴爾克         | 裝甲兵上將 赫爾曼·巴爾克 （1893–1982）       | 1944年9月21日  | 1944年12月24日 | 94天     |
| (1)  | 約翰內斯·布拉斯科維茨 | 大將 約翰內斯·布拉斯科維茨 （1883–1948）     | 1944年12月24日 | 1945年1月29日  | 36天     |
| 3    | 保羅·豪塞爾           | 親衛隊最高集團領袖 保羅·豪塞爾 （1880–1972） | 1945年1月29日  | 1945年4月2日   | 63天     |
| 4    | 弗里德里希·舒爾茨     | 步兵上將 弗里德里希·舒爾茨 （1897–1976）     | 1945年4月2日   | 1945年5月5日   | 33天     |

## 作戰序列
| 集團軍總部部隊 | 集團軍總部部隊                   |
| 轄下單位       | 轄下單位                         |
| -------------- | -------------------------------- |
| 1944           |                                  |
| 1944年5月      | 第一軍團、第19軍團               |
| 1944年8月      | 第19軍團                         |
| 1944年9月      | 第19軍團、第一軍團、第五裝甲軍團 |
| 1945           |                                  |
| 1945年1月      | 第一軍團                         |
| 1945年2月      | 第一軍團、第19軍團               |
| 1945年4月      | 第一軍團、第19軍團               |